# L'Équilibre de la terreur
Pour les articles homonymes, voir Équilibre de la terreur (homonymie).
Pour plus de détails, voir Fiche technique et Distribution.
L'Équilibre de la terreur est un film français réalisé par Jean-Martial Lefranc, sorti en 2006.

## Synopsis
Le parcours de terroristes qui parviennent à se procurer l'arme nucléaire.

## Fiche technique
- Titre : L'Équilibre de la terreur
- Réalisation : Jean-Martial Lefranc
- Scénario : Jean-Martial Lefranc
- Musique : Côme Aguiar
- Photographie : Wilfrid Sempé
- Montage : Youssef Barrada et Isabelle Proust
- Production : Didier Brunner, Jean-François Geneix et Jean-Martial Lefranc
- Société de production : Les Aventuriers de l'Image, Financière de Loisirs et Les Armateurs
- Société de distribution : BAC Films (France)
- Pays de production :  France
- Genre : drame et thriller
- Durée : 100 minutes
- Dates de sortie : 
  - France : 2 août 2006

## Distribution
- Alexandre Abou-Slaïby : Mahmoud
- Ashvin-Kumar Joshi : Zia
- Antoine Michel : Gérard Ahmed
- Brian Quinn : Mike
- Anna Reinhart : Nancy Blum
- Bob Meyer : Charlie Parks
- Magid Bouali : Lofti
- Sandrine Le Berre : la journaliste
- Grégoire Cuvier : Omar
- Cansel Elçin : Tarek
- Ichem Saïbi : Steven
- Ahcen Titi : Djibril
- Slimane Hadjar : Amar
- Randall Holden : Anton
- Karim Lagati : Magid
- Stefo Linard : Ilia
- Joel Mitchell : Armitage
- Laurent Soffiati : le capitaine Robert
- Cyril Antony : Tap
- Hervé Babadi : JP
- Mostéfa Djadjam : le colonel Naid
- Hamid Djavadan : Salahi Ould
- Tawfik El Sherbini : le général Zia
- Camille Fournier : Zaza
- Roger Miremont : Marcel Tabard
- Matthew Géczy : l'opérateur du NEST

## Accueil
Jacques Mandelbaum pour Le Monde décrit le film comme un « détournement expérimental qui s'ignore de la grande forme hollywoodienne ».